# Камышеваха (левый приток Лугани)
Камышева́ха (укр. Комишуваха) — левый приток реки Лугани. Находится в Луганской области Украины.
Речная система: Камышеваха (левый приток) → Лугань → Северский Донец → Дон → Азовское море.

## География
Берёт начало в одноимённом посёлке Камышевахе. Впадает в реку Лугань между селом под названием Берёзовское и посёлком под названием Голубовское.

### Населённый пункты
- Камышеваха
- город Золотое

### Одноимённые гидронимы
Не путать с также расположенной в Луганской области одноимённой рекой Камышевахой, которая является правым притоком Лугани, берущим начало в местности между тремя городами — Стаханов, Алмазная и Брянка.